# Тарнувчин
Тарнувчин (пол. Tarnówczyn) — село в Польше, входит в Великопольское воеводство, Злотувский повят, Гмина Краенка. Население — 50 человек.